# Юлий Валент Лициниан
Юлий Валент Лициниан (лат. Iulius Valens Licinianus) — римский узурпатор, поддержанный «чернью». 
Видимо, Юлий Валент был римским сенатором, которого поддержал сенат и часть населения. Поднял восстание в Иллирике в 250 году. Юлий Валент претендовал на трон во времена императора Деция Траяна вместе с Приском. Вскоре, в 250 году, был убит. Информация о Юлии Валенте очень мала. Вероятно, в римских оригинальных источниках можно найти больше полезной информации, но эти источники утеряны. Есть предположение, что Валент Старший, который указан в «Истории Августов» и есть Юлий Валент.